# Musculus quadriceps femoris
De musculus quadriceps femoris of vierhoofdige dijspier  is een vierkoppige skeletspier aan de voorzijde van de dij. Zij is de belangrijkste spier voor de extensie van het been, en vormt een grote, vlezige massa die de voor- en zijkanten van de dij bedekt. De vier koppen zijn:
- musculus rectus femoris
- musculus vastus medialis
- musculus vastus intermedius en
- musculus vastus lateralis.

## Aanhechting
De zogenaamde musculi vasti hebben hun oorsprong rechtstreeks aan het dijbeen, dat ze van de draaigewrichten tot de gewrichtsknokkels bedekken. De kop in het midden van de dij noemt men vanwege zijn rechte verloop de musculus rectus femoris. Hij is aan het darmbeen aangehecht, over de heupkom heen.

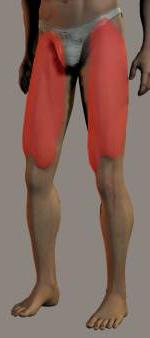

Alle vier de spieren zijn aangehecht aan een gezamenlijke pees, die ze verbindt met het scheenbeen. Hieraan is ook de knieschijf aangehecht. Wanneer men spreekt over het stuk onder de knieschijf, wordt de pees ook knieschijfband (Lat. ligamentum patellae) genoemd.

## Functie
De spieren van de musculus quadriceps femoris hebben samen het strekken van het kniegewricht als functie. De musculus rectus femoris, de hoogste spier van de musculus quadriceps femoris die ook over de heup loopt, heeft ook een andere functie dan de andere drie spieren, namelijk het in voorwaartse richting heffen van het been.
Onevenwichten tussen deze spieren, bijvoorbeeld door verlammingen, oefenen dwarskrachten uit op de knieschijf, wat leidt tot habituele luxatie van de knieschijf.

## Medische problemen
Bij een verlamming van belangrijke delen van de spier, bijvoorbeeld door een beschadiging van de nervus femoralis, kan de flexie van de knie niet afgeremd worden. Belandt het lichaamszwaartepunt van zo'n patiënt te veel achteraan, dan zakt deze in elkaar.

## Ontwikkeling van de spieren
Wielrenners en bodybuilders hebben vaak goed ontwikkelde quadriceps. (Zie ook: spierhypertrofie) Bij een goede ontwikkeling van deze spier zijn vaak twee delen te zien die overlopen in de derde spier, de musculus rectus femoris.
Antagonist: de spieren aan de achterzijde van de dij heten de hamstrings.